# Fors, Leksand
Fors är en by i Härads fjärding, Leksands socken, Leksands kommun. Byn är belägen vid Flogen, en sjöliknande utvidgning av Dalälven på gränsen mot Gagnefs socken.
Byn omtas första gången i skattelängden 1539 ('Fforssa'), då ett hemman fanns i byn 1571 upptar Älvsborgs hjälpskatteregister 3 bönder i byn. Mantalslängden 1668 upptar 12 hushåll och Holstenssons karta från samma år anger 8 gårdstecken. 1766 upptas 19 nominati i och 1830 var de 25. Vid storskiftet hade byborna i Fors hela 67 % av sin hagmark i byns fäbodar. I slutet av 1800-talet nådde byn sitt största omfång med omkring 32 gårdar.
Vassmyran söder om byn uppdikades på 1870-talet i sammanbete med bönderna i Hedby. Söder om Vassmyran på gränsen mot Gagnef finns Galgholsstenen, ett större flyttblock, som markerar platsen för en äldre avrättningsplats.
Över Djuraån mellan Fors och Djura fanns i äldre tid en mindre färja. Den ersattes 1878 av en träbro, vilken i sin tur 1898 ersattes med en järnbro.
Erosion har gjort att älven skurit bort alltmer av byns jord östliga åkrar. Efter byggnationen av Gråda kraftstation 1951 ökade den snarast, och 1960 byggdes ett erosionsskydd av sprängsten längs med Flogens västra strand.